# Ana Rosa Quintana
Ana Rosa Quintana Hortal (Madrid, 12 de enero de 1956) es una periodista, presentadora de televisión, empresaria de viviendas y de la comunicación española.

## Biografía
Nació y creció en el barrio madrileño de Usera. Su madre fue Carmen Hortal Prados, y su padre fue José Antonio Quintana. Tiene un hermano siete años mayor, Enrique.
Su trayectoria profesional se inició en Radio Nacional de España. Posteriormente pasó a Radio Intercontinental, donde fue una de las llamadas "chicas de la Inter".
En 1982 fue fichada por Televisión Española para presentar, con Alberto Delgado la edición nocturna del Telediario. En 1983 se traslada con su marido Alfonso Rojo a Nueva York, y trabaja como corresponsal de la cadena de radio COPE y la revista Tiempo. Con Alfonso Rojo (casados el 3 de septiembre de 1983 en Molinaseca) tuvo un hijo llamado Álvaro, nacido el 18 de julio de 1986.
Tras separarse de Rojo, en 1987 regresa a Madrid, para dirigir y presentar el magacín Las tardes de RCE en Radiocadena española. Más tarde pasaría por la emisora musical Radio 80 y Antena 3 Radio, donde desempeñó el cargo de redactora jefe de Informativos, que compaginó con la dirección del programa Viva la tarde, presentado por Miguel Ángel García-Juez y la dirección y presentación del programa musical Asignatura pendiente. En 1994 acompañaría a este en su salto a Radio Voz, como tertuliana del programa De viva voz.
Paralelamente, en 1994 regresa a televisión, concretamente a Telecinco, para presentar el programa de juicios Veredicto (1994-1995), al que seguiría, en la misma cadena, el espacio Nunca es tarde
A principios de 1997 se incorpora a Antena 3, para ponerse al frente del talk show de testimonios Sinceramente Ana Rosa Quintana. Poco después, el 14 de julio de ese año estrena, con Rosa Villacastín, el magacín de crónica social Extra Rosa, que pronto se sitúa como líder de audiencia de las sobremesas.
El verano de 1998 abandona Extra Rosa para presentar el magacín vespertino Sabor a ti. El programa se estrenó en julio de 1998 y, aunque inicialmente estaba pensado sólo para los meses de verano, el éxito de audiencia hizo que Antena 3 prolongase su emisión. En total, el programa se mantuvo en pantalla durante seis temporadas, convirtiendo a Quintana en una de las presentadoras de referencia de la cadena y de la televisión en España.
En 2001, con su hermano Enrique Quintana, creó su propia productora, Cuarzo Producciones, con la que pasa a encargarse del programa Sabor a ti, hasta entonces producido por Martingala. También en 2001, en el mes de noviembre, se convierte en editora de su propia revista, con la publicación femenina AR. La Revista de Ana Rosa, que publica mensualmente Hachette Filipacchi.
Tuvo un pequeño papel en el doblaje castellano de la película de Pixar Los increíbles, estrenada en 2004 donde pondría voz a una locutora de televisión.
En julio de 2004 Antena 3 anunció que no renovaría Sabor a ti para una séptima temporada, tras el progresivo descenso de audiencia del programa. Poco después, en el mes de septiembre, se anuncia su regreso a Telecinco para competir con María Teresa Campos, hasta entonces estrella de la cadena y que acababa de ponerse al frente de las mañanas de Antena 3. El programa de Ana Rosa se estrenó el 10 de enero de 2005 y rápidamente se hizo con el liderazgo de audiencia en su franja horaria, desbancando a María Teresa Campos, cuyo programa, Cada día, fue retirado de la parrilla. El programa de Ana Rosa mantuvo el liderazgo desde que debutó en Telecinco en 2005 hasta septiembre de 2023. Por lo tanto fue "Reina De las Mañanas" durante 18 años.
El 8 de noviembre de 2011 se hace público que es la ganadora del Premio Ondas a la Mejor Presentadora.
El 19 de junio de 2014 forma parte del despliegue informativo de Mediaset España con motivo de la proclamación de Felipe VI de España junto a Pedro Piqueras y Jesús Cintora.
En 2019, además, se pone al frente de la presentación del programa de Telecinco Mujeres al poder.
Es la presentadora mejor pagada de Telecinco, con un sueldo anual situado entre los 3 y los 4 millones de euros.
El día 2 de noviembre de 2021 anunció que padecía cáncer de mama y que debería dejar la televisión durante una temporada.
El 5 de mayo de 2023, se anunció que a partir del 18 de septiembre volvería a las tardes, esta vez en Telecinco con un programa denominado TardeAR, en el que combinaría actualidad, información y entretenimiento. Sin embargo, un año y cuatro meses después, debido a que el espacio vespertino no había cumplido las expectativas, Mediaset España anunció el regreso de El programa de Ana Rosa a las mañanas a partir del 3 de febrero de 2025.

## Controversias
En el año 2000 se produjo su polémico debut como escritora, con la novela Sabor a hiel, basada en historias de mujeres maltratadas que habían pasado por su programa. El libro se convirtió rápidamente en un éxito, con más de 100 000 copias vendidas, presentándolo en sociedad con Ana Botella, mujer del entonces presidente del gobierno, José María Aznar. Sin embargo, poco después de su salida al mercado, se descubrió que algunos párrafos de la novela habían sido copiados de la obra Álbum de familia de Danielle Steel. Inicialmente, Quintana lo atribuyó a un error informático. Mientras la Editorial Planeta preparaba una segunda edición corregida, la revista Interviú reveló la presencia de otros pasajes copiados literalmente de Mujeres de ojos grandes, obra de la autora mexicana Ángeles Mastretta. Quintana, en un comunicado público, responsabilizó de lo sucedido a su negro, el periodista David Rojo (su excuñado), aclarando los rumores de que ella no había escrito su libro. Por su parte, Planeta retiró el libro del mercado.
El 25 de febrero de 2011, la mujer de Santiago del Valle, imputado por asesinato en el caso Mari Luz, ingresó en prisión tras declarar en El programa de Ana Rosa que su marido había matado a Mari Luz Cortés, cosa que había negado anteriormente. Días más tarde, el periódico El Mundo denunció el trato que tuvo la señora para obtener la entrevista. La titular del juzgado número 43 de Madrid abrió diligencias para investigar a Telecinco y al programa de Ana Rosa Quintana "por el modo y la forma en que Isabel García fue conducida de Sevilla a Madrid y con posterioridad a dependencias policiales". y fue llamada a declarar en condición de imputada gracias al programa de Ana Rosa Quintana. Esta causa fue archivada y sobreseída en mayo de 2011, por lo que Ana Rosa quedó libre de cualquier acusación por considerar el juzgado que los hechos no eran constitutivos de delito. También fueron absueltos los ocho periodistas de Cuarzo Producciones imputados en esta misma causa.
En abril de 2011, el Tribunal Supremo condenó a Ana Rosa Quintana y su productora Cuarzo Producciones a abonar 100 000 euros al torero Finito de Córdoba y su esposa Arancha Del Sol por vulneración al honor y la intimidad de estos.
Tras el hallazgo de los restos de Ruth y José, los niños desaparecidos de Córdoba, el 28 de agosto de 2012, la presentadora decide interrumpir sus vacaciones para incorporarse a su programa anunciando una exclusiva sobre el caso. Este hecho suscitó la indignación de muchas personas que a través de las redes sociales la criticaron por utilizar el caso para levantar la audiencia del programa.
Tras conocerse que firmó con Mediaset España días antes del despido de su rival María Teresa Campos, ambas intercambiaron comentarios polémicos.
En 2017, en el programa de televisión "La Reina de las Mañanas" (Telecinco), sin percatarse de que había un micrófono todavía abierto, tras emitir una noticia sobre violencia de género, la presentadora transmitió tranquilamente su conformidad a favor de la agresión a una mujer, diciendo: "A mí me parece bien que le hayan partido la cara". Tras los comentarios en redes sociales y medios de comunicación, la presentadora justificó en que sacaron de contexto sus palabras, y afirmó: "No digo una cosa dentro y otra fuera", "Me parece mal que le hayan dado una paliza".
Unas semanas después de ser nombrada Hija Adoptiva de Sevilla, en mayo de 2018, el marido de Ana Rosa, Juan Leocadio Muñoz Tamara (arquitecto y empresario sevillano del sector de negocios inmobiliarios), fue detenido por la Fiscalía Anticorrupción en el marco de la operación Tándem. Se le acusaba de haber contratado al comisario Villarejo para cobrar una deuda mediante el chantaje a un juez con un vídeo. Días más tarde, el empresario fue puesto en libertad. Sin embargo, las grabaciones policiales mencionaban una posible relación entre Villarejo y Ana Rosa. La detención de su esposo generó numerosos comentarios en redes sociales.
Por otro lado, participó en la polémica de Neymar sobre una violación, calificando al deportista de "descerebrado" y "machista".
En octubre de 2019, Jordi Sánchez de la ANC la acusó de manipulación, al atribuirle la frase "si esa tarima era para trabajar o para que pudieran ser mejor increpados e insultados los periodistas", con interés de tensar la situación en Cataluña. Ana Rosa lo desmintió explicando que lo que en realidad dijo fue: "Yo nunca dije que eso estaba puesto para insultar a los periodistas".
Las disputas y demandas dentro de Cuarzo, entre socios y entre trabajadores y propietarios, que comenzaron en 2017, se zanjaron finalmente cuando en octubre de 2019 Ana Rosa recibió 21 millones de euros en compensación.
En 2020, durante la epidemia de la COVID-19 en España, fue acusada de expandir bulos y mentiras sobre el coronavirus, y opinar contra la coalición de gobierno de manera poco contrastada. Si bien desmintió algunos bulos que ella misma propagó, no se han encontrado evidencias de que haya pedido perdón a las autoridades por las acusaciones. En su programa se acusó directamente al gobierno de no querer comprar tests de cierta marca comercial para detectar el virus, y al respecto pronunció frases como: "Hay que tener mucho cuidado a quién se vota", "El problema es que esto nos ha pillado con el Gobierno que nos ha pillado", "Esto es un escándalo", "Hay descontrol (refiriéndose al Gobierno de España), esto es muy grave", “Que se vote pensando en que se respetan las libertades y que no tengan la tentación de controlar un poco más a la población”, “Cuando acabe esto, ustedes (refiriéndose a las autoridades) tienen que destruir estos datos. Y yo sé que no lo van a hacer”.
Por su parte, Belén Esteban la denunció en 2020 por inmiscuirse en su vida privada.
En 2022, Diario Gol (o sus representantes) fue sentenciado a pagar a Quintana €60,000 (más costas procesales) por publicar titulares engañosos adversos a ella.
El 24 de julio de 2023, su marido y su cuñado son condenados a tres meses de cárcel y una multa de cinco mil euros por el Caso Villarejo.

### Información sesgada
En ocasiones, se la ha criticado por dar información sesgada a favor de sus intereses políticos, económicos y personales. A pesar de la imparcialidad política que se le presupone a los periodistas por su código deontológico, Ana Rosa no oculta sus preferencias políticas y su admiración, por ejemplo, a políticos del Partido Popular como Isabel Díaz Ayuso. Su animadversión hacia el gobierno de coalición de izquierdas, liderado por Pedro Sánchez, es de sobra conocida y, entre otras cosas, hacia la ley de vivienda. El 25 de abril abría su programa denunciando: "Ofensiva de Podemos contra los propietarios de alojamientos turísticos", "Podemos va en contra de cualquier iniciativa empresarial y de ganar dinero". En mayo de 2023 se supo que la presentadora tenía en posesión 44 pisos turísticos en Madrid y Sevilla, además de otras propiedades y bienes inmuebles. En muchas ocasiones, se la ha criticado por dar excesivo espacio televisivo a la empresa Desokupa (conocida por usar la intimidación para desalojar a okupas), sobredimensionando el problema de la okupación de viviendas. Tras el anuncio anticipado de la convocatoria de elecciones generales el 23 de julio, Ana Rosa anunció que posponía sus vacaciones para seguir estando ella al frente del programa durante la campaña electoral.

## Actividad empresarial
Ana Rosa Quintana Hortal (bajo diversas denominaciones con las palabras de su nombre) y su familia figuran en el BORME con un amplio historial de cargos en empresas.

### Argomaniz inversiones S.L
Dedicada a servicios financieros y heredera de la antes denominada "Argomaniz Inversiones SICAV, S.A.", Ana Rosa es presidenta y consejera de la empresa junto con su marido Juan Muñoz, con su hijo Álvaro Rojo Quintana, y otros.

### Actividades Penta S.L
Relacionada con restaurantes, Comercio al por mayor de café, té, cacao y especias es consejera delegada desde 2004 hasta su cese en 2005, junto a su marido Juan Muñoz.

### Ocoper S.L.U.
En 2009 fue presidenta de esta empresa, que se dedicaba a actividades auxiliares a los servicios financieros, excepto seguros y fondos de pensiones, que se extinguió por fusión con "Cuarzo Andaluza de Producciones S.L, este mismo año".

### Cuarzo Andaluza de Producciones S.L.
Con la fusión de Ocoper S.L.U, en esta empresa, Ana Rosa y su hermano Enrique, se incorporaron a su Consejo de Administración. La empresa está activa al menos desde 2002, y en el año de la fusión, aparece vinculada a Luis Muñoz Deive, que también participaba en Ocoper S.L.U.

### Cuarzo Producciones S.L.
Ana Rosa Quintana fue presidenta y consejera delegada de Cuarzo Producciones, hasta 2018. La compañía se fundó en el año 2000, y estaba compuesta por cuatro socios, todos ellos profesionales del sector audiovisual. En 2009, el grupo Banijay Internacional compró el 51 % de Cuarzo Producciones y la compañía pasa a formar parte de la red internacional de productoras de Banijay Group.
A finales de 2017, vende las acciones y abandona Cuarzo Producciones. Cuando Cuarzo dejó de producir ‘El programa de Ana Rosa’, este pasó a manos de una factoría de nueva creación: Unicorn Content, de María Consuelo Montesinos (creada inicialmente como Halliwell Broker S.L. por María Riaño Fernando Francisco), mano derecha de Ana Rosa, factoría donde ha terminado entrando Mediaset España. Ana Rosa continúa como apoderada en esta empresa.
El entramado de empresas en las que Cuarzo Producciones participa es: Non Stop People España S.L., De Lorenzo Producciones e Inversiones S.L., Banijay Iberia S.L., Ocoper S.L, y Cuarzo Andaluza de Producciones S.L, Unicorn Córner, dueña Ana Rosa Quintana.

### Otelum S.L.
En 2009 su marido Juan Muñoz aparece como apoderado en esta empresa. Dedicada a Actividades de programación y emisión de televisión. Ana Rosa Quintana es presidenta, consejera, y consejera delegada de esta empresa. Participa su marido Juan Leocadio Muñoz Tamara y Álvaro Rojo Quintana vinculados en total a un entramado de 15 empresas en 2020. Está relacionada con la empresa: Cartera Industrial Rea, S.a.

### Sotoshop S.L.
Desde 2004 Ana Rosa es administradora solidaria de la empresa junto con su marido Juan Muñoz. Esta empresa pertenece al sector inmobiliario, y ha actualizado su denominación social a "Casa Grande del Sur SL".

### Casa Grande Del Sur S.L.
Es una empresa del sector inmobiliario, en la que Ana Rosa es administradora solidaria junto con un entramado de empresas más, entre las que están las de su marido Juan Muñoz, las anteriores.

### Casa Grande Entre Puentes S.L.
Es una empresa de promoción inmobiliaria, que se gestiona desde: "Casa Grande Del Sur S.L.", con Ana Rosa, su marido, "Actividades Domon SL", y Otelum S.L.

## Vida personal
Tuvo una relación sentimental con el periodista Alfonso Rojo, con quien tuvo un hijo, Álvaro, y con el director de cine español José Luis Garci. El 29 de mayo de 2004 se casó por lo civil en Bollullos de la Mitación (Sevilla) con el sevillano Juan Leocadio Muñoz Tamara, con quien tuvo en 2004, a la edad de 48 años, a sus mellizos Juan y Jaime.
El 19 de octubre de 2018, la Audiencia Nacional acordó imponer medidas cautelares a su actual marido, Juan Muñoz, tales como la de comparecer en el juzgado cada quince días y prohibición de salir del territorio nacional sin autorización previa, por su implicación en el caso 'Tándem'. el 25 de julio fue condenado a 3 meses de cárcel por su participación en el caso Villarejo.

### Enfermedad
El 2 de noviembre de 2021 anunció en directo en su programa que le habían detectado un carcinoma en una mama. 
En abril de 2022 Joaquín Prat sorprendió a toda la audiencia durante el directo: "Ana Rosa va a afrontar una nueva intervención quirúrgica en apenas unos días". Una información que el propio presentador quiso analizar y explicar más detalles sobre el estado de su compañera: "Parece que no se ha sometido a este tratamiento de quimioterapia... ella está como siempre, un poquito más delgada, pero tiene ese brillo en los ojos, la actitud, está inalterable".
El 10 de octubre de 2022 regresó a su plató. Joaquín Prat Sandberg, Patricia Pardo, Ana Terradillos y Beatriz Archidona fueron los encargados de sustituirla al frente de su programa de las mañanas de Telecinco durante estos 342 días.

## Televisión

#### Como presentadora
| Año                      | Título                         | Canal     | Notas        |
| ------------------------ | ------------------------------ | --------- | ------------ |
| 1994 - 1995              | Veredicto                      | Telecinco | Presentadora |
| 1995 - 1996              | Nunca es tarde                 | Telecinco | Presentadora |
| 1997                     | Sinceramente Ana Rosa Quintana | Antena 3  | Presentadora |
| 1997-1998                | Extra rosa                     | Antena 3  | Presentadora |
| 1998-2004                | Sabor a ti                     | Antena 3  | Presentadora |
| 2005-2023; 2025-presente | El programa de Ana Rosa        | Telecinco | Presentadora |
| 2013                     | Al otro lado                   | Telecinco | Presentadora |
| 2016                     | 26J: quiero gobernar           | Telecinco | Presentadora |
| 2019                     | Mujeres al poder               | Telecinco | Presentadora |
| 2021                     | Erguidos frente a todo         | Telecinco | Presentadora |
| 2023-2025                | TardeAR                        | Telecinco | Presentadora |

#### Como invitada
| Año  | Título            | Canal     | Notas    |
| ---- | ----------------- | --------- | -------- |
| 2011 | El hormiguero     | Cuatro    | Invitada |
| 2015 | Pequeños gigantes | Telecinco | Invitada |
| 2025 | ¡De viernes!      | Telecinco | Invitada |

## Premios
Ana Rosa Quintana ha obtenido cuatro TP de Oro como Mejor Presentadora (1998, 1999, 2000 y 2001), uno como Mejor Presentadora de Programas de Entretenimiento (2005) y otro como Mejor Presentadora de Variedades y Espectáculos (2006, 2009 y 2010).[cita requerida] Además estuvo nominada en la misma categoría en 1997, 2002, 2003 y 2006.
En 2000, recibió el Premio a la mujer mejor calzada de España que otorga el Museo del Calzado a juicio de un jurado que, en aquella ocasión, presidía la princesa Teresa de Baviera y en el que formaba parte el cineasta Luis García Berlanga.
En 2006, fue galardonada con el Micrófono de Oro en la categoría de televisión que otorga la Federación de Asociaciones de Radio y Televisión en Ponferrada. En 2011 repitió galardón.
El 23 de mayo de 2018, la Diputación de Sevilla la nombró Hija Predilecta de la ciudad. El reconocimiento se lo entregó la presidenta de la Junta de Andalucía, Susana Díaz, y el presidente de la Diputación de Sevilla, Fernando Rodríguez Villalobos. En el acto también se nombró Hijo Predilecto a Alfonso Guerra.
En 2019 recibió el premio de periodismo del Club Internacional de Prensa, por transmitir a la audiencia la actualidad "con un lenguaje accesible, directo y con una variedad de opiniones, consiguiendo repetidamente el favor del público".
En 2023, recibió la Medalla de Honor de Madrid que otorga el Ayuntamiento y el Premio Especial del Jurado de los IV Premios de la Comunicación de Dircomfidencial.

## Distinciones honoríficas
- Cruz con Distintivo Blanco al Mérito Policial (01/10/2015).[110]
- Medalla de Madrid (02/05/2023).[111]

| Predecesora: Jana Escribano | Presentadora de Telediario 1982 - 1983 | Sucesor: Luis Mariñas |